# Дьяково (Можайский район)

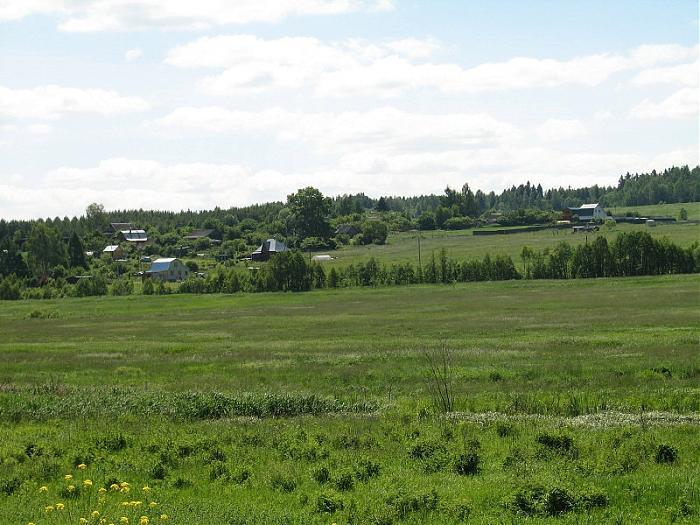

Дьяково — деревня в Можайском районе Московской области в составе сельского поселения Дровнинское. Численность постоянного населения по Всероссийской переписи 2010 года — 3 человека. До 2006 года Дьяково входило в состав Дровнинского сельского округа.
Деревня расположена на западе района, примерно в 13 км к западу от Уваровки, на безымянном левом притоке Москва-реки, высота центра над уровнем моря 263 м. Ближайшие населённые пункты — Калужское на западе, поселок карьероуправления и Сытино на севере, Новые Сычики — на востоке.